# La La Land
La La Land és una pel·lícula estatunidenca del 2016, una comèdia dramàtica i romàntica musical escrita i dirigida per Damien Chazelle i protagonitzada per Ryan Gosling i Emma Stone, sobre un músic i una aspirant a actriu que es coneixen i s'enamoren a Los Angeles. El títol fa referència tant al malnom de la ciutat com a l'expressió anglesa Lalaland ("el país dels qui no tenen contacte amb la realitat"). Ha estat doblada i subtitulada al català.
Chazelle va escriure'n el guió ja el 2010, però no trobava cap estudi cinematogràfic que volgués finançar-la sense afectar la seva visió creativa. Finalment, després de l'èxit que va tenir el 2014 amb la pel·lícula Whiplash, Summit Entertainment se'n va fer càrrec. La La Land es va estrenar al Festival Internacional de Cinema de Venècia el 31 d'agost del 2016. La recaptació va superar de molt el cost, de 30 milions de dòlars.
La pel·lícula va ser ben rebuda, i es va considerar una de les millors del 2016. Els crítics van lloar el guió i la direcció de Chazelle, les actuacions de Gosling i Stone, la banda sonora de Justin Hurwitz i els números musicals que inclou. Als Premis Globus d'Or va establir el rècord de nombre de premis guanyats per una mateixa pel·lícula, amb set guardons: millor pel·lícula - musical o comèdia, millor director, millor actor (per Gosling), millor actriu (per Stone), millor guió, millor banda sonora original i millor cançó original ("City of Stars"). Va obtenir sis Oscars (2017), entre els quals destaquen els de millor director per Damien Chazelle i millor actriu per Emma Stone.

## Argument
En un embús d'una autopista de Los Angeles, Mia (Emma Stone), aspirant a actriu i barista en un estudi cinematogràfic, protagonitza un episodi de violència viària amb Sebastian (Ryan Gosling), pianista de jazz. L'audició que fa després, malgrat que s'hi escarrassa, li va malament, i de nit els seus companys d'apartament la porten a una festa descontrolada de Hollywood Hills (número musical "Someone in the crowd"). Quan decideix tornar a l'apartament, troba que la grua se li ha endut el cotxe, així que hi ha de tornar caminant una bona estona.
Sebastian, durant una actuació en un restaurant, es deixa anar i fa una improvisació jazzística molt apassionada tot i els avisos explícits de l'amo (J. K. Simmons). Mia, que passava per allà, commoguda per la música ("Mia and Sebastian's theme"), hi entra just quan fan fora Sebastian. Intenta fer-li un compliment, però ell la ignora fredament.
Mesos més tard, Mia es troba amb Sebastian en una altra festa, on ell toca en un grup de versions de cançons pop dels anys 1980, i se'n riu. Acabada l'actuació, tots dos van junts a buscar els seus cotxes, queixant-se de la companyia de l'altre, malgrat la química tan evident que hi ha entre ells ("A Lovely Night").
Sebastian porta Mia a un club de jazz i li explica la seva passió pel jazz i el seu desig de dirigir un club propi, a més de revifar-li les ganes de ser actriu. S'animen l'un a l'altre. Sebastian, per ajudar Mia a preparar-se per una altra audició, la convida a anar a veure una pel·lícula al cinema. Mia s'escapa d'una cita doble (amb el seu amic, el seu germà i la seva cunyada) i se'n va corrents al cinema, on troba Sebastian just quan comença la pel·lícula. Acaben la seva cita ballant a l'Observatori Griffith ("Planetarium").
Després d'unes quantes audicions fallides més, Mia decideix escriure un monòleg de caràcter personal, seguint el consell de Sebastian. Per la seva banda, Sebastian comença a actuar de forma habitual al club de jazz ("Summer Montage") i van a viure junts. Keith (John Legend), antic company d'institut de Sebastian, el convida a ser el teclista de la seva banda de jazz, cosa que significa una font constant d'ingressos. Sebastian, tot i estar consternat per l'estil pop de la banda, decideix acceptar la proposta. Mia va a un dels seus concerts ("Start a Fire"), però es queda intranquil·la, sabent que a ell no li pot agradar això.
Durant la primera gira de la banda, Mia s'enfronta a Sebastian, qui afirma que ella volia això i l'acusa d'estimar-lo només quan no tenia èxit. Ofesa, Mia se'n va. La nit d'estrena del monòleg de Mia, Sebastian no hi acudeix per culpa d'una sessió fotogràfica que havia oblidat. Només hi assisteixen unes poques persones, i Mia entre bastidors sent uns comentaris negatius. Desanimada, se'n va de Los Angeles i torna a casa, a Boulder City (Nevada).
Un dia, Sebastian rep una trucada d'un director de càsting que havia assistit al monòleg de Mia i li havia agradat. Com que el director de càsting convida Mia a presentar-se l'endemà al matí a l'audició per una pel·lícula, Sebastian condueix fins a Boulder City i convenç Mia de tornar. A l'audició, Mia només ha d'explicar una història, i comença a cantar sobre la seva tieta, que l'havia inspirat a dedicar-se a l'actuació ("Audition/The Fools Who Dream"). Convençut que l'audició ha estat un èxit, Sebastian afirma que Mia s'hi ha de dedicar amb tota l'ànima. Es declaren l'amor l'un a l'altre, però no tenen clar el futur.
Cinc anys després, Mia és una actriu famosa i està casada amb un altre home (Tom Everett Scott), amb qui té una filla. Una nit, la parella es topa amb un bar de jazz. Mia, veient que es diu Seb's, s'adona que finalment Sebastian ha obert el seu club. Sebastian la veu entre la multitud i comença a tocar la seva cançó ("Mia and Sebastian's theme"), i així comença una seqüència onírica bastant llarga en què imaginen què hauria passat si s'haguessin fet un petó la primera nit al restaurant, Mia sent actriu però Sebastian sense haver aconseguit el seu somni, però vivint feliços amb el seu fill. La cançó acaba, i Mia i el marit se'n van, però abans de marxar, Mia i Sebastian comparteixen una última mirada de complicitat i un somriure, feliços pels somnis que han fet realitat.

## Repartiment
- Ryan Gosling: Sebastian Wilder
- Emma Stone: Mia Dolan
- John Legend: Keith
- Rosemarie DeWitt: Laura Wilder
- Finn Wittrock: Greg Earnest
- Jessica Rothe: Alexis
- Sonoya Mizuno: Caitlin
- Callie Hernandez: Tracy
- J. K. Simmons: Bill
- Tom Everett Scott: David
- Meagen Fay: mare de Mia
- Damon Gupton: Harry
- Jason Fuchs: Carlo
- Josh Pence: Josh

## Rodatge
El rodatge d'aquesta pel·lícula va començar el dia 10 d'agost de 2015 a Los Ángeles. El guionista i director, Damien Chazelle, volia que Los ángeles fos la localització originària de la seva pel·lícula, comentant que hi ha alguna cosa molt poètica sobre la ciutat en la meva opinió, d'una ciutat que es construeix per les persones amb aquests somnis poc realistes.
El rodatge es va dur a terme entre més de 60 localitzacions d'aquesta ciutat: la carretera principal, Hollywood Hills, Angels Flight, Colorado Street Bridge, South Pasadena...
Com que treballaven amb la càmera Panavision Panaflex Millenium XL2 amb una lent amòrfica 2X, les escenes havien de ser gravades en el menor temps possible. L'equip de la pel·lícula comptava amb 30 minuts a cada localització per gravar-hi el que calia. A les escenes dialogades, s'usaven dues càmeres, cadascuna enfocant a un actor, per estalviar temps. A més, moltes escenes van ser rodades en una sola presa, gràcies als llargs assajos previs amb els actors i tècnics. Finalment, es van prendre uns 40 dies per acabar de gravar, finalitzant a mitjans de setembre.
L'escena d'obertura dels precrèdits va ser la primera en ser rodada, i va ser filmada en una part tancada de la carretera que connecta l'autopista 105 a la 110. Es va rodar en dos dies, i va requerir més de 100 ballarins. El director volia donar la idea d'immensitat de la ciutat.
Chazelle va explorar llocs vells, especialment llocs que es trobaven en runes o que potser havien estat arrasats. Una mostra d'això es troba en la filmació a Angels Flight d'un funicular construït el 1901. Havia descarrilat el 2013 i havia estat impossible reparar-lo, però l'equip de rodatge va obtenir el permís per gravar allà durant un dia.
L'escena que va ser també anomenada hora màgica del moment va trigar vuit preses i dos dies a gravar-se. És l'escena on els dos protagonistes ballen en caure el sol després de sortir d'una festa. Després de treballar en aquesta escena el director va dir tot el món acaba d'esclatar.

## Cinematografia

Fotograma de La La Land amb llum natural

La La Land busca un estil proporcionat i armoniós, fent un homenatge amb un to nostàlgic als musicals classics de Hollywood dels anys 40, 50 i 60.
Aquesta idea es reforça amb el tipus de càmera que s'utilitza: els seus colors característics, la deformació als costats de la imatge, el vinyetejat... De fet, la lent amb la que aquesta pel·lícula va ser filmada, que recorda al Cinemascope, va ser fabricada especialment per fer-ho, amb la demanda de que fos una lent de 40 mil·límetres que permetés enfocar-la més a prop del normal.

Escena de La La Land amb llum artificial

Al film es posen de manifest múltiples moviments de càmera, tant plans seqüència gairebé impossibles amb grua com amb la steadycam.
En quant a la llum, es combina la llum natural de determinarts moments del dia, que accentuen a vegades el realisme, amb escenes de llum artificial a les seqüències més fantàstiques, quan els actors canten o s'introdueixen al món irreal dels somnis.
D'altra banda, la paleta de colors escollida pel film i aconseguida després d'un any d'edició reforça la idea nostàlgica que vol transmetre.

## Color
El color és un dels aspectes més destacats del film La La Land. En aquest el color no s'utilitza per casualitat sinó que té un significat. Hi ha diverses maneres d'utilitzar-lo, per exemple hi ha escenes on predomina un únic color, escenes on hi ha colors anàlegs, és a dir, propers dins el cercle cromàtic; escenes amb colors complementaris, és a dir, contraris dins el cercle cromàtic; i escenes amb triades de colors, és a dir, tres colors equidistants entre si dins el cercle cromàtic, entre d'altres. Això no només contribueix a l'estètica del film, sinó que el color té una gran importància dins la pel·lícula juntament amb la il·luminació i el vestuari. També ajuda a generar emocions en l'espectador. Presenta una paleta de colors molt extensa. Alguns dels colors més importants són el blau, el vermell, el lila, el verd, el groc i el blanc i negre.
El blau és un dels colors predominants. Es relaciona amb allò artístic, en aquest cas, el cinema i la música. Per això el trobem a escenes on apareixen aquests conceptes. Aquest color se li atribueix a Mia Dolan (personatge interpretat per Emma Stone), ja que és present durant tota la pel·lícula, tant en el seu vestuari com en el decorat i la il·luminació, a moltes de les escenes on hi és ella. Un altre color que predomina és el vermell. Aquest té a veure amb la realitat, responsabilitat i obligacions que tenen els personatges. Diferenciant-se, així, del món amb el que somien els dos protagonistes. La combinació d'aquests dos colors dona lila, el color que més predomina dins la pel·lícula. Es relaciona amb la història d'amor dels dos personatges protagonistes. En canvi, el groc no predomina, però també és important ja que cada cop que apareix alguna cosa canvia respecte la història o els personatges. També hi ha el verd, que apareix quan hi ha situacions de tensió o que no agraden a l'espectador.
Finalment, el blanc i negre són colors que apareixen durant tota la pel·lícula i sobretot en el personatge de Sebastian Wilder (interpretat per Ryan Gosling). Es veu en moments que fan referència al passat, a la serietat i a la maduresa dels personatges protagonistes.

## Banda sonora
Les cançons i la banda sonora original de La La Land les va compondre i orquestrar Justin Hurwitz, company de classe de Chazelle a la Universitat Harvard que ja hi havia col·laborat en les seves dues pel·lícules anteriors. Les lletres les van escriure Pasek and Paul, llevat de "Start a Fire", escrita per John Stephens, Hurwitz, Marius De Vries i Angelique Cinelu.
El 9 de desembre del 2016, Interscope Records va publicar un àlbum de la banda sonora amb fragments de la música de Hurwitz i les cançons interpretades pels actors.

## Nominacions i premis
La La Land va igualar el rècord de catorze nominacions als Oscars d'una mateixa pel·lícula aconseguit per Titànic (1997), de James Cameron, i per Tot sobre Eva (1950), de Joseph L. Mankiewicz. Entre altres va estar nominada a: millor fotografia, millor director (per Chazelle), millor actor (per Gosling), millor actriu (per Stone), millor guió original, millor fotografia, millor muntatge, millor vestuari, millor banda sonora, dues nominacions a millor cançó original ("City of Stars" i "Audition (The Fools Who Dream)"), millor direcció artística, millor edició de so i millor so. Finalment es va endur sis estatuetes: millor director per Damien Chazelle, millor actriu per Emma Stone, millor cançó original per "City of Stars", millor banda sonora, millor fotografia i millor direcció artística.
Als Premis Globus d'Or, La La Land va rebre set nominacions. Va guanyar-les totes, i així va establir el rècord del nombre de Globus d'Or guanyats per una mateixa pel·lícula: millor pel·lícula - musical o comèdia, millor director, millor actor (per Gosling), millor actriu (per Stone), millor guió, millor banda sonora original i millor cançó original ("City of Stars").
Als Premis BAFTA, va rebre onze nominacions, més que cap altra pel·lícula del 2016. Eren, entre altres: millor pel·lícula, millor actor protagonista, millor actriu protagonista, millor director i millor guió original. En va guanyar la de millor pel·lícula, la de millor actriu protagonista per Stone, la de millor director per Chazelle, la de millor fotografia i la de millor música.
Va rebre dues nominacions als Premis del Sindicat d'Actors, de les quals Stone va guanyar la de millor actriu.
La pel·lícula també va guanyar vuit guardons als Premis de la Crítica Cinematogràfica, entre altres els següents: millor fotografia, millor director i millor guió.
Als Premis del Sindicat de Productors, Fred Berger, Jordan Horowitz i Marc Platt van rebre el premi al millor productor de cinema del 2016.